# Bordei Verde, Brăila
Bordei Verde este satul de reședință al comunei cu același nume din județul Brăila, Muntenia, România.

## Situare
Coordonatele geografice ale satului sunt prezentate în tabelul de mai jos.
|              | Latitudine | Longitudine | Altitudine |
| ------------ | ---------- | ----------- | ---------- |
| Bordei Verde | 45°03′59″  | 27°33′58″   | 23 m       |

Satul Bordei Verde, este situat la intersecția a 2 drumuri județene:
- DJ 211 - Gara Ianca – Bordei Verde - Zăvoaia - Grivița
- DJ 211A - Bordei Verde – Viziru – Cuza Vodă

Localități învecinate

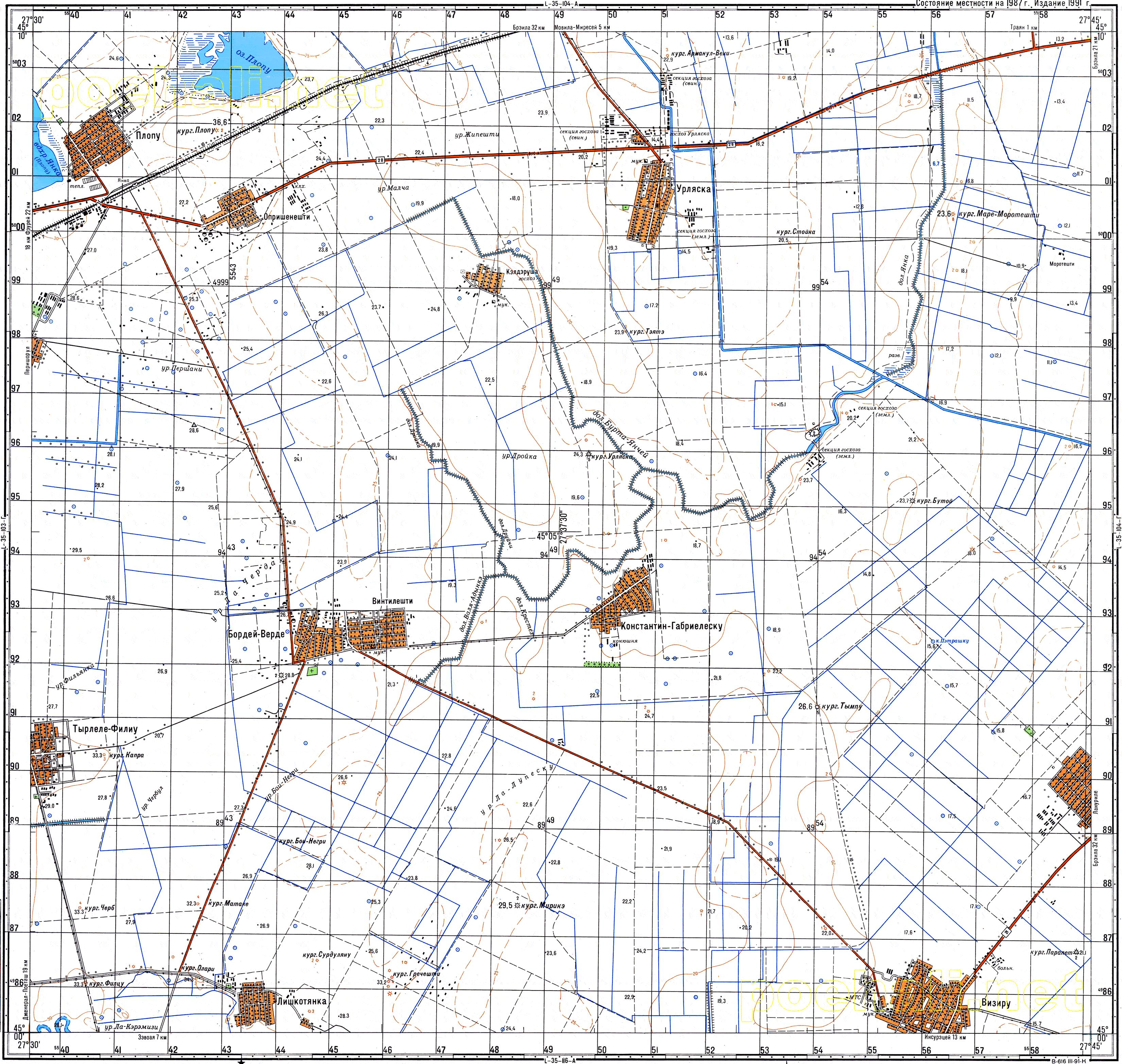
Harta fizică Bordei Verde

- satul Lișcoteanca - la circa 8 kilometri Sud
- satul Constantin Gabrielescu - la circa 5 kilometri Est
- orașul Ianca - la circa 12 kilometri Nord-Vest
- satul Târlele Filiu, Brăila - la circ 3 Kilometri Vest
- satul Viziru - la circa 10 Kilometri Sud-Est

Conform Legii nr. 351/2001 satul este clasificat ca localitate rurală de rangul IV. Aceeași lege include satul în lista cu localitățile în care s-au produs scăderi accentuate de populație în perioada 1966-1998 - între 30 și 50% - și care necesită acțiuni de sprijin și revitalizare.
Descrierea detaliată a cadrului fizico-geografic (relief, climă, hidrografie, etc.) se găsește consultând pagina wikipedia dedicată comunei Bordei Verde
Infrastructura socio-edilitară a satului Bordei Verde include:
- - străzi astfaltate (porțiunile aflate în interiorul localității din drumurile județene DJ 211 și DJ 211A)
  - străzi pietruite
  - linii electrice de joasă tensiune de 0,4kV
  - telefonie fixă
  - telefonie mobilă (acoperire în toate rețelele mobile)
  - rețea de televiziune prin cablu
  - 1 școală generală cu 2 localuri (localul nr. 2 în zona Vintilești)
  - 1 grădiniță (momentan în renovare - 2012)
  - 1 cămin cultural
  - 1 bibliotecă comunală
  - dispensar comunal
  - parc public în zona Vintilești
  - alimentare cu apă
  - biserică ortodoxă Sfântul Dumitru (1881[3]) - reabilitată în perioada 2011-2013[4]:
  - 1 casă de rugăciuni adventistă

## Populație
La recensământul din 2002, populația satului era de 1.559 de locuitori, aproape în întregime români.
Marea majoritate a populației aparține cultului creștin ortodox, în localitate existând și o comunitate aparținând cultului adventist de ziua a 7-a (35 de persoane).
Rezultatele recensământului din 2011 nu au fost publicate încă. (la 1 noiembrie 2012)

## Istoric
Satul Bordei Verde este întemeiat pe la mijlocul secolului XIX, sub denumirea oficială de „Bordeiul Verde”, denumire cu care va rămâne consemnat în actele oficiale până în anul 1931, când primește actuala denumire.
Momentul exact al înființării localității nu este cunoscut cu exactitate, dar cel mai probabil este vorba de anul 1858. Atestarea oficială a satului este legată de apariția în zona teritoriului comunei a unei noi moșii a Eforiei Spitalelor Civile, care era situată în prelungirea moșiei Filiu.

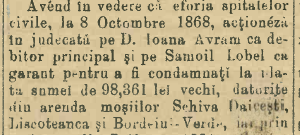
Extras din Monitorul Oficial cu referire la Ioan Avram

Primul arendaș al noii moșii este Ioan Avram (variante Ioana Avram, Ióna Avram), care întemeiază satul clăcașilor noii moșii la vre-o 10 kilometri nord-est de Filiu, pe drumul mare al Brăilei, lângă cârciuma „La Bordeiul Verde”, loc de popas binecunoscut de pe acest drum. Cârciuma era adăpostită într-un bordei acoperit cu pământ, pe care vara creștea iarba, săpat în movila Bordei-Verde, aflată la ieșirea de sud a actualului sat, pe drumul spre Târlele Filiu, în apropiere de intersecția acestuia cu DJ-211. Originea toponimului este confirmată de studii recente care arată că prima atestare documentară a numelui de Bordei Verde datează din anul 1861, fiind folosit în mod continuu din acel moment.
Cârciuma reprezenta un punct important de reper în Bărăganul Brăilei, fiind înscrisă expres pe harta din 1835 a Statului Major al Armatei Ruse, deși fără a-i fi menționat un anumit nume: „la S.E. de Perișoara (Perișoru)”. Faptul că ea funcționa neîntrerupt de atâta timp se datora situării sale „la marginea lumii”, călătorul care pleca de aici având de trecut o porțiune de stepă sălbatică, fără a mai întâlni vre-o așezare omenească până la Silistraru.
Satul a cunoscut o dezvoltare mai puternică după anul 1864, când 107 dintre cele 167 de familii existente au fost împroprietărite, prin Legea rurală a lui Alexandru Ioan Cuza. 1864 este totodată și anul în care se constituie și comunele, în sens administrativ, prin aplicarea noii legi de organizare administrativ-teritorială, înființându-se pe actualul teritoriu comunele Bordeiul-Verde și Filiu, satul Bordei Verde devenind reședință a comunei omonime.
În a doua jumătate a secolului XIX are loc un proces de consolidare economico-administrativă în nou creata comună, caracterizat prin crearea și dezvoltarea instituțiilor (primărie, școli, biserică, cămin cultural, etc.) precum și a diferitelor forme de activitate economică (exploatații agricole, mori, bănci populare, comerț, etc).
Câteva repere importante în evoluția satului Bordeiul-Verde: sunt prezentate succint în continuare:
- Școală de băieți - 1864
- Școală de fete - 1879
- Biserică - 1869 (rezidită la 1881)
- Casă de economii (CEC) - 44 de librete cu un sold de 2.570 lei la 1888[15]

La sfârșitul secolului XIX și începutul secolului XX, satul făcea parte din comuna Bordeiul-Verde, din plasa Balta a județului Brăila, împreună cu satul Crestezul, cătunele Mototolești și Druica și târlele Albuleț, Colțica, Vlădeni și Spânul. (vezi și harta alăturată):

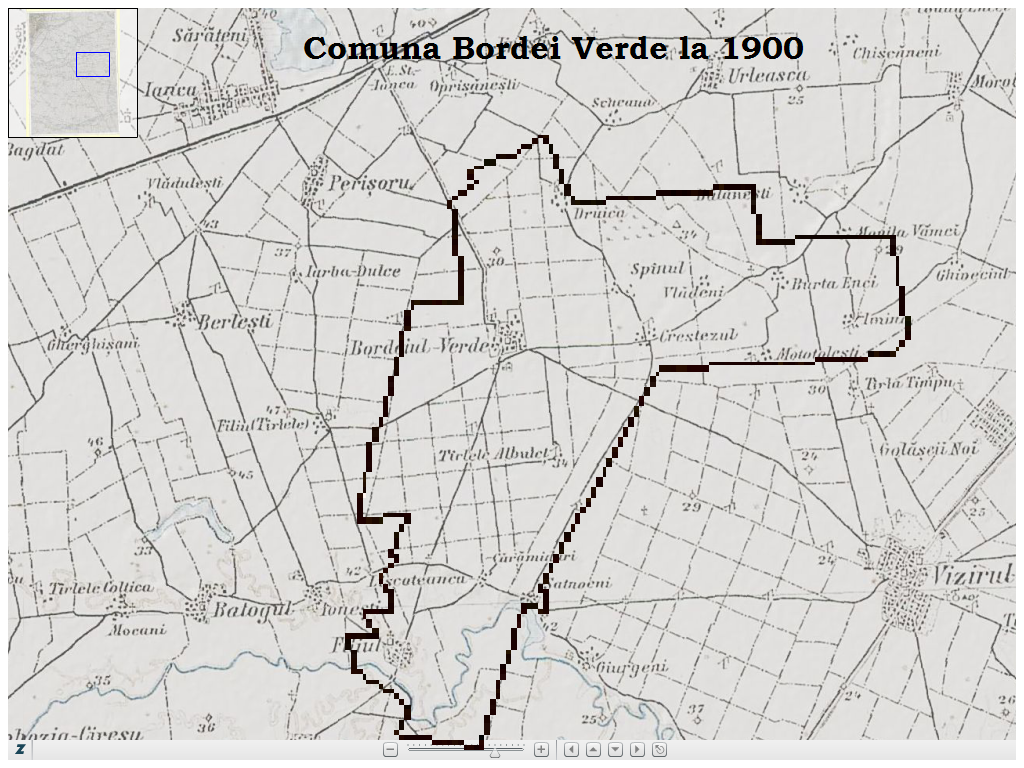
Harta comunei Bordei Verde la anul 1900

În jurul anului 1900, un tablou succint al satului arăta astfel:
- Suprafața satului - 79 hectare.
- Număr de locuințe - 193
- Populația

- 223 de familii cu 906 locuitori (461 bărbați și 455 femei)
- 399 căsătoriți și 507 necăsătoriți
- 291 știu carte șj 615 nu știu

- Dotări socio-edilitare

- școală de băieți întreținută de stat și frecventată de 65 elevi
- școală de fete, întreținută de comună și frecventată de 42 eleve (ambele școli erau dispuse în același local bun de zid, „Școala Veche” unde se află astăzi sediul oficiului poștal)
- biserică

- Economia

- 7 cârciumi
- 1 moară de vânt
- 1 moară de aburi
- 1 lipscănie
- 7 stupi cu albine

- Efective de animale:

- 1229 vite mari cornute
- 17 cai
- 10 asini
- 3.096 oi
- 4 capre
- 275 râmători.

Modificări importante în structura satului aveau să apară în urma aplicării reformei agrare din 1921.
Efectul principal, pe plan local, al acestei legi avea să-l constituie apariția unei noi așezări, viitorul sat Vintilești, în partea de est a satului Bordei Verde. Satul a fost creat pentru stabilirea locuitorilor din zona montană a județelor Prahova și județul Buzău, care au fost împroprietăriți cu loturi de teren, în urma exproprierii moșiei Bordei Verde, aparținând Eforiei Spitalelor Civile

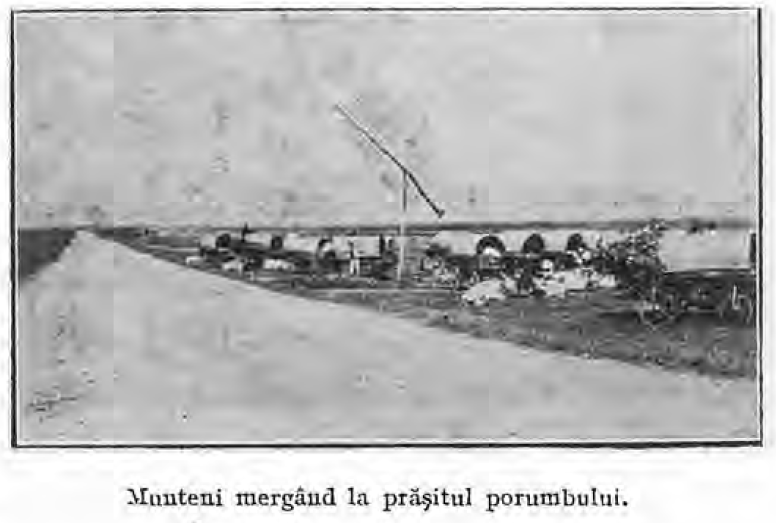
Munteni mergând la prăşitul porumbului

Satul Vintilești a început să se populeze efectiv abia după 1930, când locuitorii împroprietăriți încep să renunțe treptat la naveta sezonieră către localitățile lor de origine și să se stabilească definitiv aici. Primul locuitor care a decis să se stabilească definitiv în Vintilești a fost locuitorul Vasile Sârbescu, din cătunul Sârbești, comuna Vintilă Vodă, județul Buzău, în anul 1927. De altfel, numele de „Vintilești” a fost ales tocmai plecând de la preponderența numerică a celor împroprietăriți, provenind din această comună buzoiană.
Noii locuitori aveau să fie numiți, ca mai pretutindeni în Bărăgan, „munteni”, spre a-i deosebi de „cojani”, locuitorii vechi ai câmpiei. Vintilești avea să fie numit mult timp de localnici „Satul Nou” pentru a-l diferenția de „Satul Vechi” (Bordei Verde).
Vintilești avea să capete oficial statutul de sat distinct de satul Bordei Verde abia în 1947.
În 1931, o nouă reorganizare administrativă, creează pe teritoriul actual al comunei următoarele unități administrative:
- comuna Bordei Verde cu satul:

- Bordei Verde

Documentul aduce ca element de noutate renunțarea la numele de „Bordeiul Verde” care va fi înlocuit în documentele oficiale cu denumirea „Bordei Verde”, folosită și astăzi.

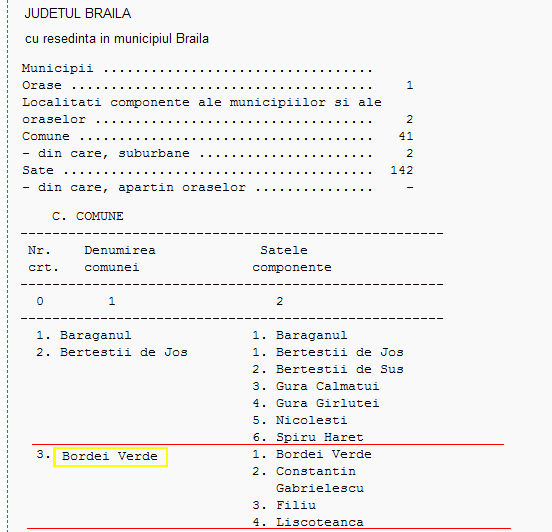
Comuna Bordei Verde în Legea 2/1968

La 16 februarie 1968 este adoptată „Legea nr. 2 privind împărțirea administrativ teritorială a teritoriului Republicii Socialiste România”, prin care comuna Bordei Verde este stabilită în componența actuală, în cadrul re-înființatului județ Brăila.
Legea aduce o modificare esențială, în sensul că se desființează satul Vintilești, prin contopire cu satul Bordei-Verde ( p 270)

## Economie
Fiind o localitate situată în zona de câmpie, activitățile agricole sunt preponderente în structura activităților economice din satul Bordei Verde.
Agricultura este ocupația de bază a locuitorilor satului. Fondul agricol al satului include în marea majoritate terenuri arabile de foarte bună calitate, propice cultivării în special a următoarelor categorii de plante:
- cereale - grâu, orz, secară, porumb, etc.
- plante tehnice și industriale - rapiță, soia, floarea soarelui etc.

În trecutul apropiat se mai cultivau legume și sfeclă, dar în utimii ani aproape s-a renunțat la aceste culturi.
După 1990 au fost desființate plantațiile de viță de vie aparținând fostului CAP, și au fost înființate plantații noi de către țăranii împroprietăriți prin legea fondului funciar.
De asemenea, în aceeași perioadă au fost desființate plantațiile de dud (din partea de sud și nord a fostului sat Vintilești) odată cu renunțarea la creșterea viermilor de mătase.
Creșterea animalelor se practică sporadic, preponderent familial, pentru subzistență, cu mult sub potențialul de dezvoltare avut.
Industria este reprezentată preponderent de industria extractivă, cu două componente principale:
- extragerea țițeiului - în perimetrele Bordei Verde-Est și Bordei Verde-Vest;
- extragerea gazelor naturale (gaze asociate) - în perimetrul Bordei Verde-Vest.

Pe măsură ce zăcămintele de mică adâncime s-au epuizat, activitate de extracție s-a diminuat continuu în perioada 1990-prezent, unele instalații fiind desființate iar altele fiind trecute în conservare.
Domeniul serviciilor este și el destul de slab dezvoltat, fiind orientat spre satisfacerea nevoilor de bază ale populației. Principalele tipuri de servicii întâlnite sunt:
- desfacere cu amănuntul produse alimentare și nealimentare
- târg săptămânal (sâmbăta)
- oficiu poștal
- oficiu telefonic
- agenție bancară CEC Bank
- televiziune CATV

Începând cu anul 2005 se observă o relativă dezvoltare a investițiilor pe teritoriul satului. Principalele lucrări de investiție derulate sau avute în vedere sunt:
- investiții publice - alimentare cu apă, reabilitare clădiri publice (școli, primărie, cămn cultural, etc), canalizare, parc, stadion etc.
- investiții private - parcuri eoliene, siloz de depozitare cereale, magazine etc.

Evoluția societăților comerciale a fost foarte dinamică în ultimii 20 de ani. Pentru exemplificare, mai jos sunt arătate câteva date statistice, la nivelul anilor 2006 și 2008, cu precizarea că nu se dispune de date mai actuale.
- 16 firme aveau sediul în satul Bordei Verde la sfârșitul anului 2008, dintr-un total de 26 la nivelul comunei.
- 14 firme aveau sediul în satul Bordei Verde la sfârșitul anului 2006, dintr-un total de 23 la nivelul comunei.

## Galerie foto
|                                         |
| Școala Generală din satul Bordei Verde. |

|                             |
| Stema comunei Bordei Verde. |

| |
| Mașini blindate ale corpului Expediționar Britanic, folosite în bătălia de la Bordei Verde - Viziru, decembrie 1916. |

|                                                   |
| Extracția petrolului cu o pompă de adâncime mare. |